# Tacoma Rail
Tacoma Rail, bis 1998 Tacoma Municipal Belt Line Railway, (AAR-reporting mark: TMBL, TRMW) ist ein amerikanisches Eisenbahnunternehmen in der Stadt Tacoma im Bundesstaat Washington und deren Umgebung. Das Unternehmen ist in städtischem Besitz und gehört zu den „Tacoma Public Utilities“. Tacoma Rail hat über hundert Beschäftigte und befährt mit 18 Lokomotiven verschiedener Baureihen ein Streckennetz von rund 328 Kilometer.

## Geschichte
Tacoma Rail entstand aus der Municipal Street Railway. Die Gesellschaft begann 1889 mit einem Straßenbahnverkehr zu den Industriegebieten der Stadt. 1914 wurde das Unternehmen ein öffentliches Nahverkehrsunternehmen und in den folgenden Jahren wurde das Streckennetz umfangreich erweitert. 1918 begann das Unternehmen auch Güterverkehr zwischen dem Hafen und den Kunden in der Stadt durchzuführen. In den 20er Jahren erfolgte die Namensänderung zu Tacoma Municipal Belt Line Railway. Der Personenverkehr wurde 1948 eingestellt. 1955 wurde die Gesellschaft Teil des Tacoma Departement of Public Utilities (heute Tacoma Public Utilities). 1998 übernahm man den Betrieb auf der ehemaligen Strecke der Tacoma Eastern Railroad nach Morton und Chehalis. Im gleichen Jahr änderte man im Rahmen einer Neuausrichtung der städtischen Gesellschaften den Namen in Tacoma Rail.
Am 16. November 2004 übernahm man von der BNSF Railway auf Pachtbasis den Betrieb einiger Strecken im Bereich Olympia (Washington). 2015 entschied sich Tacoma Rail gegen eine Verlängerung des zum 15. März 2016 auslaufenden Pachtvertrags zur Bedienung der Strecken Olympia–Belmore und St. Clair–Lacey („Quadlok Line“), da das für einen wirtschaftlichen Betrieb nötige Aufkommen nicht erreicht wurde. Neuer Pächter der Strecke Olympia–Belmore ist seit Frühjahr 2016 die Olympia & Belmore Railroad, ein Genesee-and-Wyoming-Tochterunternehmen.

## Strecken
Tacoma Rail teilt seine Strecken in drei Divisionen ein. Die „Tidelands Division“ ist das ursprüngliche Streckengebiet um den Hafen von Tacoma.
Die „Mountain Division“ sind die ehemaligen Strecken der am 14. Juli 1890 gegründeten Tacoma Eastern Railroad von Tacoma Junction (Verbindung zur Union Pacific Railroad) nach Morton, Abzweigen nach National und Ashford sowie der Strecke nach Chehalis. Dort besteht ein Übergang zur Union Pacific und zur BNSF. Diese Bahngesellschaft wurde 1918 von der Milwaukee Road übernommen. Als diese 1980 ihren Betrieb auf der Pazifikstrecke einstellte, kaufte das Forstunternehmen Weyerhaeuser die Strecke und betrieb sie von 1981 bis 1992 durch ihre Tochtergesellschaft Chehalis Western Railroad. 1990 wurde ein kleiner Teil der Strecke der Stadt Tacoma geschenkt. 1995 verkaufte Weyerhaueser den Rest der Strecke für 3,1 Millionen Dollar an die Stadt. In den Jahren 1992 bis 1997 erfolgte der Betrieb der Strecke durch die Tacoma Eastern Railway. Seit 1998 betreibt die Tacoma Rail die 212 Kilometer lange Strecke selbst. Die Strecke ist vor allem bekannt durch die 8,5 Kilometer lange Steigung mit maximal Steigung von 3,6 % nach Hillsdale.
Die „Capital Division“ umfasste zeitweise drei voneinander unabhängige Strecken, die auch mit dem restlichen Netz nicht verbunden sind. Diese Strecken wurden 2004 von der BNSF gepachtet. Es handelt sich dabei um ehemalige Strecken der Northern Pacific Railroad und der Oregon-Washington Railroad and Navigation. Die „Belmore/East Olympia Line“ führt von East Olympia an der BNSF-Strecke von Tacoma Richtung Portland über Olympia nach Belmore. Die „Quadlok Line“ führt ebenfalls von der BNSF-Strecke zu einem Industriegelände bei Quadlok (East Lacey). Die 24 Kilometer lange „Lakeview Line“ führt von der BNSF-Strecke nach Tacoma. Mit Auslaufen des Pachtvertrags über die beiden erstgenannten Strecken zum 15. März 2016 umfasst die „Capital Division“ nurmehr die „Lakeview Line“.
Nach Einordnung der AAR gilt der Betrieb auf der Mountain Division als Nebenbahnbetrieb (Local railroad), während der Rest unter Rangierbetrieb (switching railroad) gerechnet wird.

## Triebfahrzeuge
Tacoma Rail besitzt heute einen Fahrzeugbestand von zwei EMD SW1200, vier EMD MP15AC, sechs von NRE modernisierte GP20, sowie jeweils einer EMD SD40, EMD SD40-2, EMD GP38, EMD GP38-2 und zwei EMD GP40-2. Im Herbst 2007 erfolgte der Probebetrieb einer GenSet-Lokomotive 2GS-14B von National Railway Equipment.
Früher waren bei der Gesellschaft auch Lokomotiven von ALCO im Einsatz. So vor allem die Typen S-1 und S-4.